# 特里斯堅
50°55′35″N 24°55′37″E / 50.92639°N 24.92694°E
特里斯堅（烏克蘭語：Тристень），是烏克蘭的村落，位於該國西部沃倫州，由盧茨克區負責管轄，始建於1545年，面積1.92平方公里，海拔高度190米，2001年人口588，人口密度每平方公里306.25人。